# Venus de Eliseevichi
La Venus de Eliseevichi es una figurita de venus del epigravetiano.

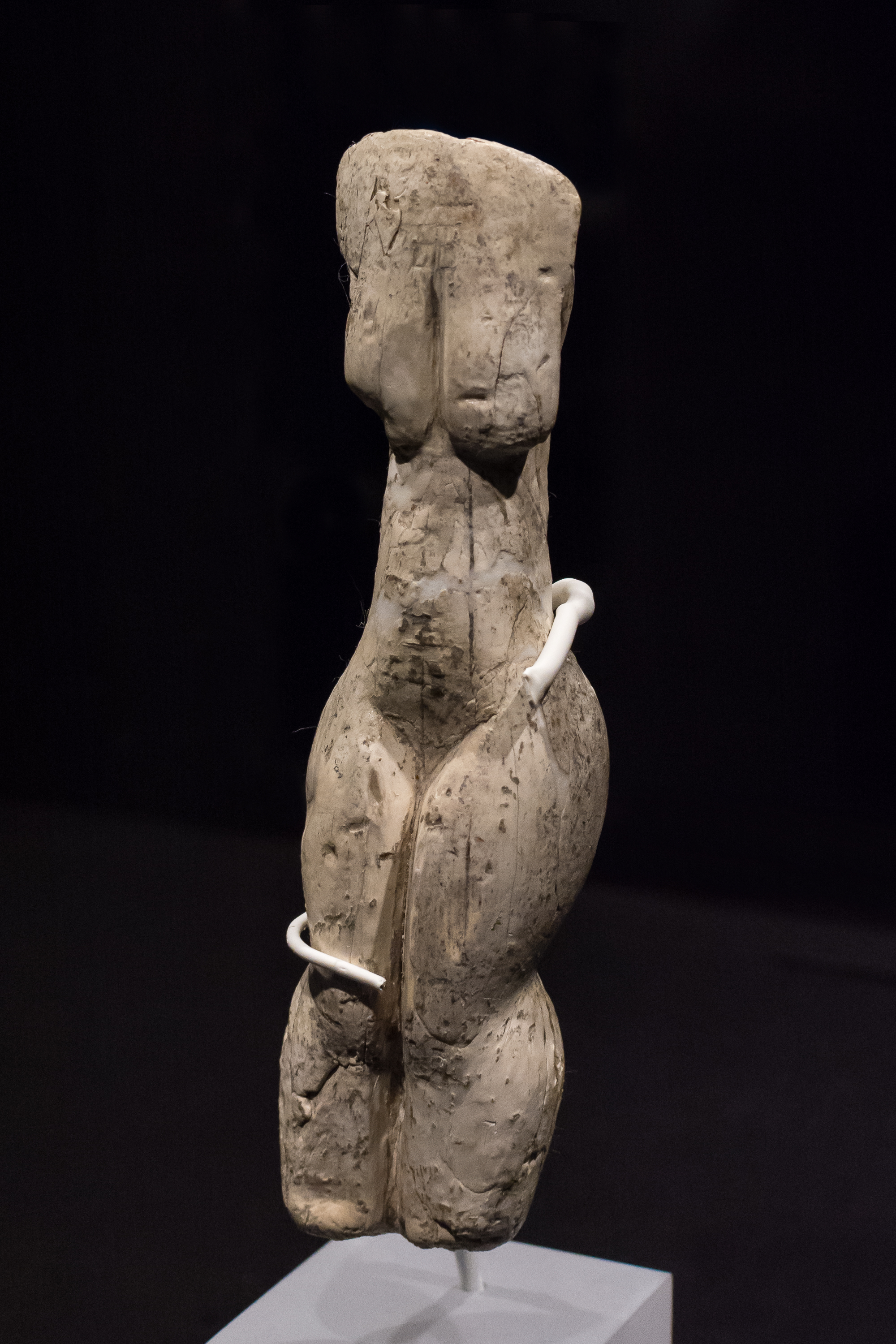
Figurilla de Venus de Eliseevichi, ca. 15.000 a. C., conservada en la Kunstkammer, Museo del Ermitage, San Petersburgo, Rusia.

La figurita fue descubierta en 1930, cerca del río Sudost en la provincia de Briansk, en Rusia. Tiene 15 cm de altura y fue tallada en marfil de mamut. Notablemente, la figurita representa a una mujer joven, como la Venus impúdica.
Aunque la estatuilla se asigna a la categoría de "venus", no parece ser estilísticamente similar a otras estatuillas paleolíticas rusas como las Venus de Kostenki o las Venus de Gagarino.